# Bollenbach

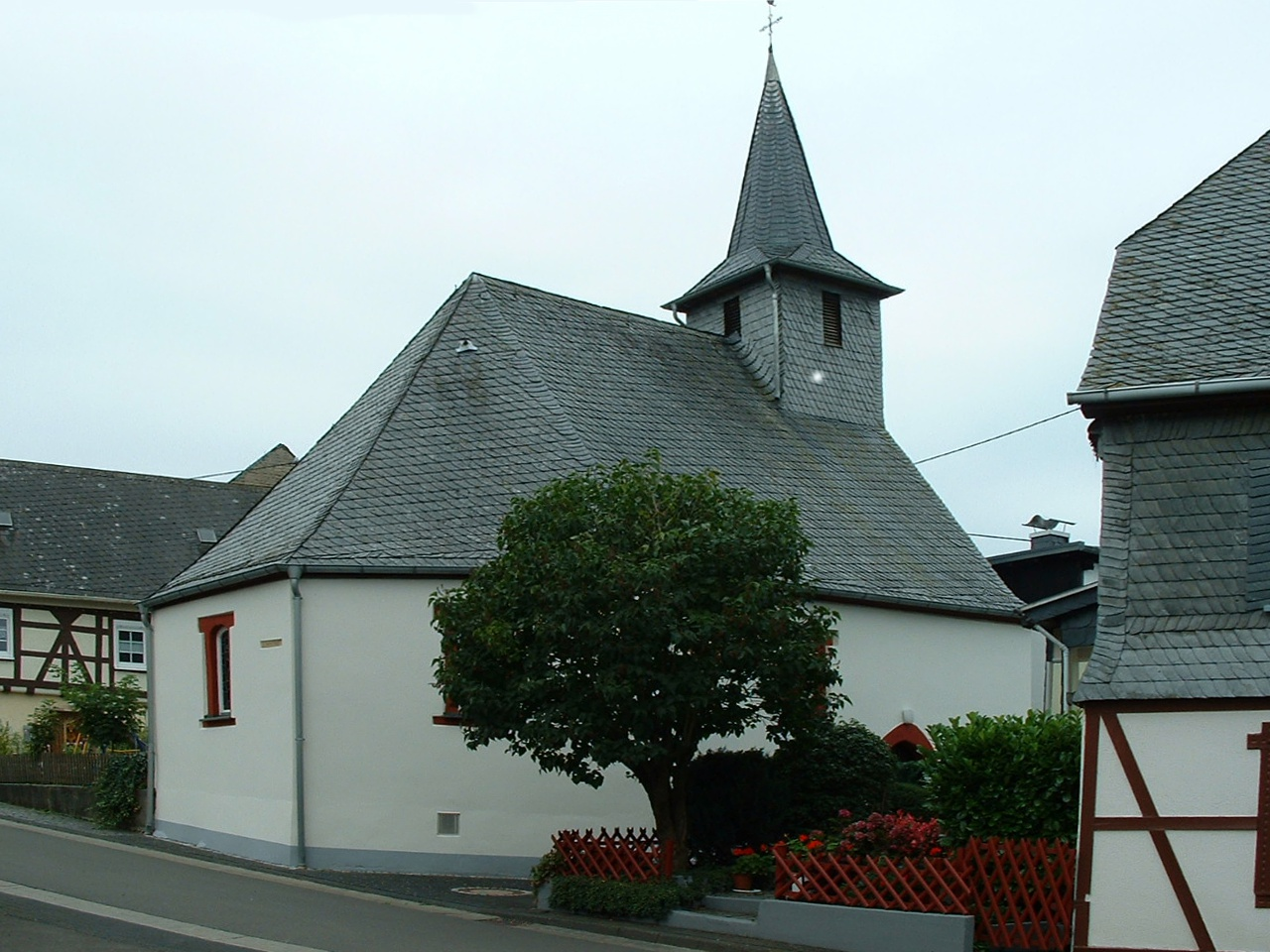
Evangelische Kirche Bollenbach

Bollenbach ist eine Ortsgemeinde im Landkreis Birkenfeld in Rheinland-Pfalz. Sie gehört zur Verbandsgemeinde Herrstein-Rhaunen.

## Geographie
Bollenbach liegt im Hunsrück östlich des Idarwalds. Im Norden befindet sich Rhaunen, im Osten Bundenbach und südwestlich liegt Sulzbach.

## Geschichte
Bis zur kommunalen rheinland-pfälzischen Verwaltungsreform von 1969 gehörte der Hunsrückort zum Landkreis Bernkastel.
Bevölkerungsentwicklung
Die Entwicklung der Einwohnerzahl von Bollenbach, die Werte von 1871 bis 1987 beruhen auf Volkszählungen:
| Jahr | Einwohner |
| 1815 | 141       |
| 1835 | 169       |
| 1871 | 154       |
| 1905 | 182       |
| 1939 | 162       |
| 1950 | 177       |

| Jahr | Einwohner |
| 1961 | 167       |
| 1970 | 166       |
| 1987 | 142       |
| 1997 | 175       |
| 2005 | 162       |
| 2023 | 128       |

## Politik

### Gemeinderat
Der Gemeinderat in Bollenbach besteht aus sechs Ratsmitgliedern, die bei der Kommunalwahl am 9. Juni 2024 in einer Mehrheitswahl gewählt wurden, und dem ehrenamtlichen Ortsbürgermeister als Vorsitzendem.

### Bürgermeister
Timo Dönig wurde am 7. August 2019 Ortsbürgermeister von Bollenbach. Da für die Direktwahl am 26. Mai 2019 kein Wahlvorschlag eingereicht wurde, oblag die Neuwahl des Bürgermeisters gemäß rheinland-pfälzischer Gemeindeordnung dem Rat, der sich für Dönig entschied. Auch bei der Direktwahl am 9. Juni 2024 wurde kein Vorschlag eingereicht, und Dönigs Wiederwahl erfolgte auf der konstituierenden Sitzung am 10. Juli erneut durch den Gemeinderat.
Sein Vorgänger als Ortsbürgermeister war Bernd Born.

## Kultur und Sehenswürdigkeiten
Die 500 Jahre alte Dicke Eiche ist als Naturdenkmal geschützt. Die evangelische Dorfkirche stammt aus dem Jahr 1719. In einem Fachwerkhaus von 1926 wurde eine der ersten elektrischen Getreidemühlen im Hunsrück eingerichtet.
Siehe auch: Liste der Kulturdenkmäler in Bollenbach

## Wirtschaft und Infrastruktur
In Bollenbach gibt es ein Dorfgemeinschaftshaus. In Kirn ist ein Bahnhof der Bahnstrecke Bingen–Saarbrücken. Im Norden befinden sich die Bundesstraße 50 und der Flughafen Frankfurt-Hahn.